# Asedio de La Esclusa (1604)
El asedio de La Esclusa de 1604, que también se conoce con el nombre de Campaña de La Esclusa o batalla de la Línea de Oostburg, fue una serie de operaciones militares de la guerra de los Ochenta Años y de la anglo-española de 1585-1604 que se llevaron a cabo entre el 19 de mayo y el 19 de agosto de 1604. Un ejército anglo-holandés al mando del príncipe Mauricio de Nassau y de Horace Vere cruzó el estuario del Escalda y avanzó por tierra apoderándose en su marcha de Cadzand, Aardenburg y IJzendijke, hasta entonces parte de los Países Bajos Españoles. La campaña concluyó con la toma del puerto de La Esclusa.
El ejército conjunto esperaba poder socorrer Ostende, que los españoles asediaban desde hacía tres años. No fue así, pero Mauricio y sus aliados ingleses pudieron hacerse en cambio con el puerto de La Esclusa tras un reñido cerco y la victoria sobre el ejército que acudió a socorrerlo y que mandaron Ambrosio Spínola y Luis de Velasco.

## Antecedentes
El ejército anglo-holandés a las órdenes de Mauricio de Nassau y Francis Vere desembarcó en Ostende para invadir Flandes en 1600. Vencieron en la batalla de Nieuwpoort y trataron a continuación de conquistar la ciudad de Dunkerque, nido de corsarios que atacaban las naves inglesas y holandesas. El intento fracasó por la desunión del alto mando holandés, que prefirió concentrarse en arrebatar otros territorios a los españoles allá donde pudo. Mauricio aceptó esta estrategia y evacuó su ejército por mar, dejando Ostende, que fue asediada a continuación por los españoles.

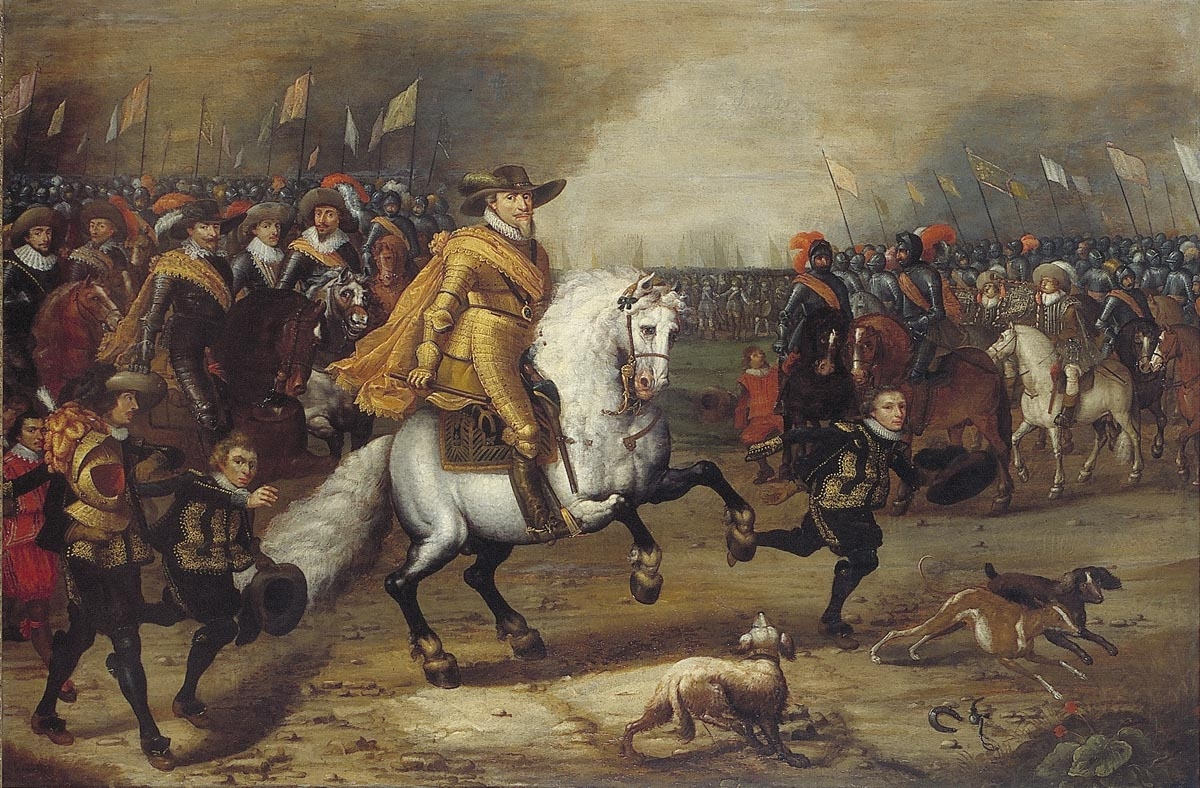
El príncipe Mauricio de Nassau, que mandaba el ejército conjunto.

Los mandatarios de La Haya buscaban desesperadamente una plaza de relieve que pudiese compensar la eventual pérdida de Ostende. Se optó por apoderarse de Mastrique a comienzos de 1604, pero esta ciudad no mejoró la seguridad de los comerciantes ni de las flotas pesqueras, al estar situada tierra adentro. El estadista holandés Johan van Oldenbarnevelt sabía que, tras la muerte de Isabel I el año anterior, los españoles habían presentado una oferta de paz al rey nuevo de Inglaterra, Jacobo I. Temía que si el soberano inglés la aceptaba los holandeses perderían las ciudades costeras que habían entregado a los ingleses en 1585 en virtud del Tratado de Nonsuch y decidió atacar Cadzand, al sur del Escalda Occidental. Van Oldenbarnevelt deseaba apoderarse de un puerto importante, y optó por el de La Esclusa, algo alejado de la costa.
La Esclusa podría servir además para proteger Zelanda, situada al norte. Por añadidura, podía proporcionar una base desde la que emprender futuras ofensivas en territorio enemigo. La posesión de La Esclusa daba también el control del Escalda, la ruta fluvial que llevaba a la gran ciudad portuaria de Amberes, y del Zwin, que conducía a su vez a Brujas. El ejército español del duque de Parma había arrebatado La Esclusa a los ingleses y holandeses en 1587. Sin embargo, el puerto estaba sometido al estrecho bloqueo de la flota holandesa desde que ingleses y holandeses venciesen a las galeras de Federico Spínola  en la batalla del Estrecho de Dover en 1602. Spínola había perecido al tratar de llevar lo que quedaba de su flota de galeras a mar abierto en la batalla de La Esclusa de 1603. Las galeras españolas se hallaban bloqueadas en el puerto, que recibió refuerzos para protegerse desde un posible ataque desde el sur. Se reforzaron además sus defensas coincidiendo con el asedio de Ostende. Había una guarnición de cuatro mil quinientos soldados y marinos españoles e italianos que mandaba Mateo Serrano. También mil cuatrocientos esclavos de las galeras (mayoritariamente turcos) y numerosos barcos de guerra, entre ellos diez galeras, así como varios cientos de ciudadanos dispuestos a colaborar en la defensa de la ciudad.

## Campaña
Mauricio reunió al ejército en Dordrecht el 18 de abril de 1604 y lo embarcó en Arnemuiden y Flesinga. Lo formaban once mil soldados, holandeses e ingleses. A Mauricio lo acompañaba su hermano menor Federico Enrique, segundo al mando tras Francis Vere, que se hallaba convaleciente de ciertas heridas de guerra en Brielle. El mando de las tropas holandesas se confirió a los primos de Mauricio: los condes Ernesto Casimiro, Louis Gunther y Guillermo de Nassau. El contingente inglés lo formaban unos cuatro mil soldados de infantería y seiscientos de caballería, que mandaba Horace Vere, hermano de Francis. Los otros oficiales ingleses eran John Ogle, Edward Harwood y Edward Cecil, que mandaba la caballería.
La gran armada que transportó al ejército cruzó el Escalda y el 24 de abril desembarcó a los soldados entre Vulpen y Cadzand.

### Cadzand
Hofstede y los demás fortines de la isla de Cadzand se rindieron al ejército de Mauricio durante los dos días siguientes. Este cruzó el canal hasta Coxie el día 30, y se apoderó también de los fuertes de ese lado del canal, incluido el mayor de ellos, el de Santa Catalina. Spínola entendió que el avance de Mauricio ponía en riesgo el largo asedio de Ostende y bloqueó los caminos que conducían a la ciudad.

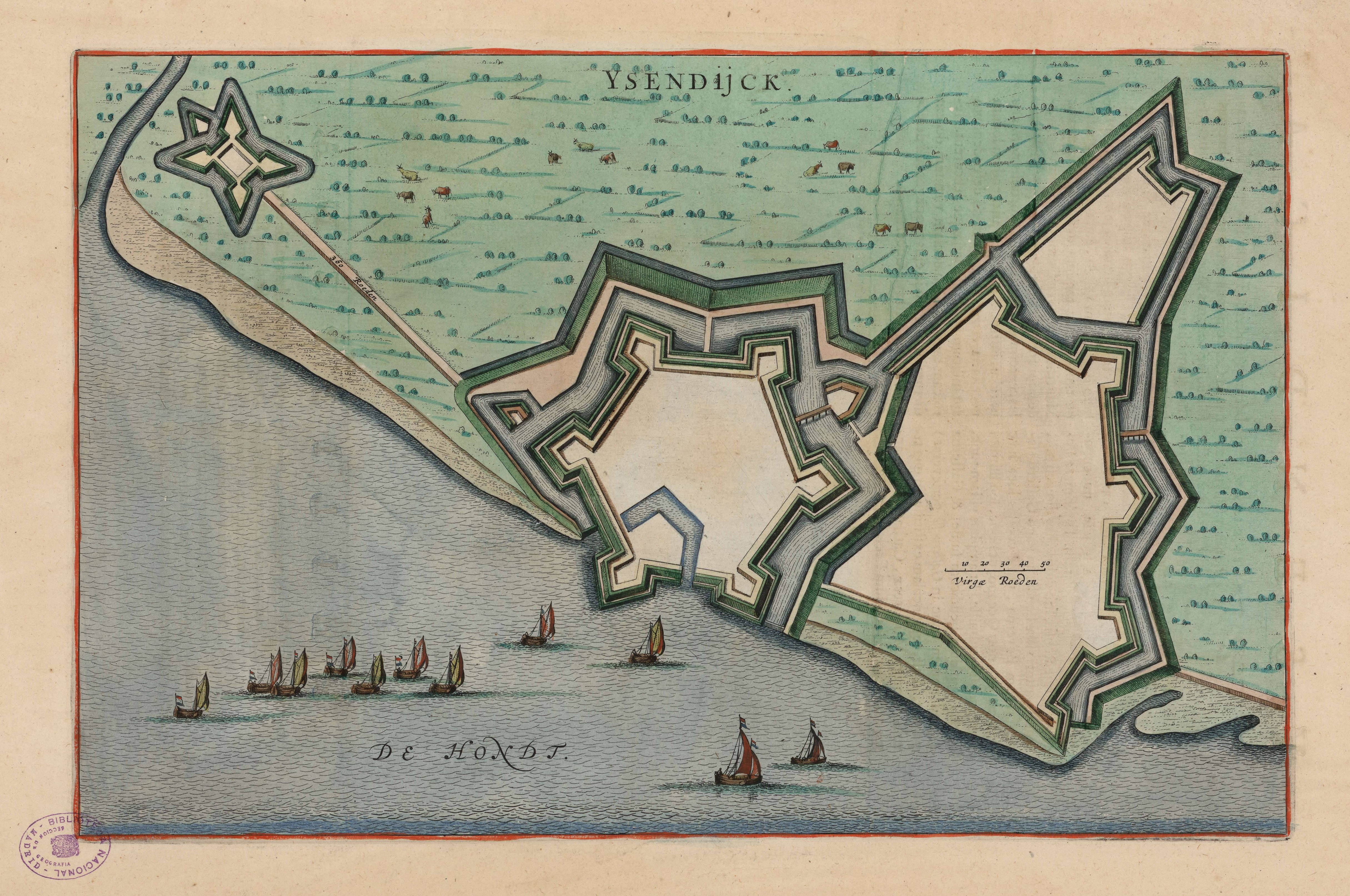
Mapa de IJzendijke

### IJzendijke
El ejército anglo-holandés avanzó luego hacia la ciudad de IJzendijke, plaza reciamente fortificada a quince kilómetros al este de La Esclusa que contaba con una gran guarnición italiana; su sitio comenzó el 6 de mayo. Antes de ello dos mil soldados españoles descendieron en barcas desde La Esclusa hasta Cadzand para atacar por sorpresa al enemigo. Seiscientos desembarcaron y se abrieron paso entre las defensas holandesas, pero no pudieron superar a las compañías inglesas y escocesas, que aguantaron la acometida. Estas lograron repeler a los españoles tras reñida lid y obligarlos a embarcarse; hundieron algunas de las barcas y el resto se retiró.
Mauricio prosiguió el asedio y envió a su corneta a solicitar la rendición de la guarnición. Esta respondió matando de un certero mosquetazo en la cabeza al emisario. La muerte encolerizó a Mauricio, que la consideró una vulneración de las leyes de guerra y estrechó el sitio, acercando las trincheras a la ciudad. La guarnición de seiscientos hombres capituló al día siguiente, entregando al príncipe holandés al asesino del corneta.

### Aardenburg
El ejército se puso en marcha nuevamente dos días después tras dejar una pequeña guarnición en IJzendijke y al poco llegó ante la ciudad de Aardenburg, en poder del enemigo. La ciudad, situada a unos seis kilómetros al sur de La Esclusa, estaba fortificada y la defendía una guarnición de quinientos soldados. Esta era muy inferior en número al ejército de Mauricio y optó por rendirse. La toma de esta posición era muy importante para el asedio de La Esclusa, pues daba a los conquistadores el control sobre más de seis kilómetros de dos arroyos navegables que llevaban a la ciudad. Poco después destacamentos de caballería holandesa se acercaron hasta las mismas murallas de Gante y Brujas.

### Batalla de la Línea de Oostberg

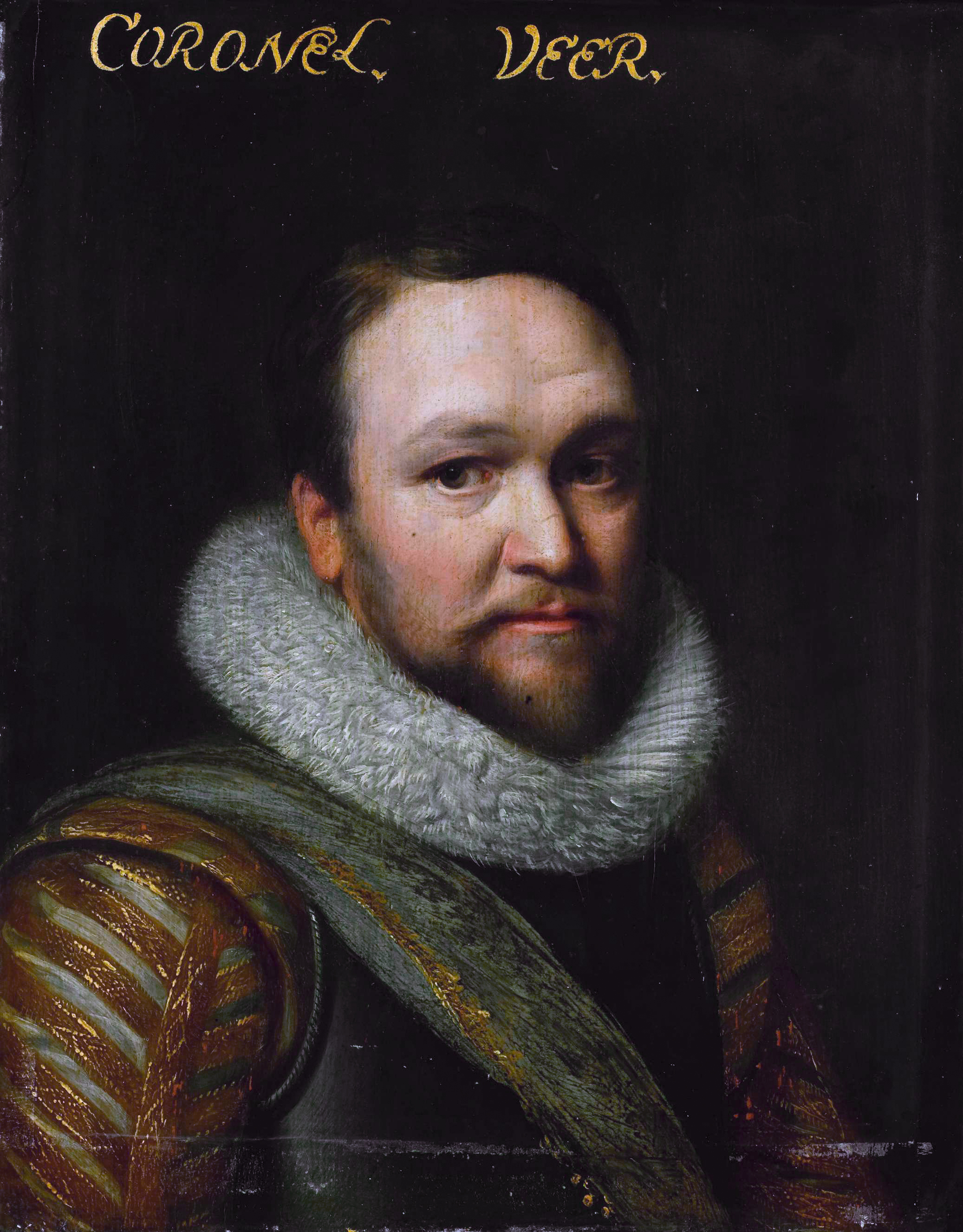
Horace Vere, que mandaba el contingente inglés del ejército coligado

Mauricio deseaba apoderarse de todos los puestos militares que rodeaban La Esclusa antes de emprender el cerco de esta. Antes de abordar la operación era necesario además desbaratar los intentos del enemigo de socorrer la plaza, que estaban a cargo de Luis de Velasco, jefe de la caballería. Velasco había atrincherado a sus dos mil hombres en un paso estrecho frente a Damme, ciudad situada entre La Esclusa y Brujas; la posición se denominó la «línea de Oostburg».
El ejército anglo-holandés avanzó hacia el enemigo el 17 de mayo, tras apostar guarniciones en IJzendijke y Aardenburg. El conde Ernesto mandaba la vanguardia y Marcellus Bacx la caballería; la enconada resistencia de los españoles frustró el primer asalto e hizo de los holandeses se retirasen arroyo abajo, perseguidos por el enemigo.
Horace Vere acudió en ayuda de los apretados aliados con cien piqueros y doscientos mosqueteros del regimiento de su hermano Francis que puso a las órdenes de Charles Fairfax. A este grupo le siguió John Ogle con otros cuatrocientos hombres y un tercero de doscientos jinetes de Cecil. El lugar del combate era un paso estrecho entre marismas, en medio de un pólder. Fairfax acometió a los españoles con decisión y, tras un reñido combate, les hizo replegarse tras sus trincheras, donde no pudieron reorganizarse por la estrecha persecución de los ingleses. Los españoles huyeron en desbandada: algunos trataron de huir por las marismas y parte de ellos perecieron ahogados. A los hombres de Fairfax se sumaron luego los de Ogle, que participaron en los últimos momentos de la batalla.
Los españoles de Velasco tuvieron que replegarse tras sufrir copiosas bajas: 423 muertos y heridos y 400 cautivos. Mauricio reconoció el papel crucial que habían desempeñado en la lid las compañías inglesas y felicitó por ello a Vere.
El grueso del ejército de Mauricio cruzó el arroyo cuando aún se combatía aguas arriba. Los restos de tropas españolas temieron que les cortasen la retirada y se retiraron a Damme.

### Sitio de La Esclusa

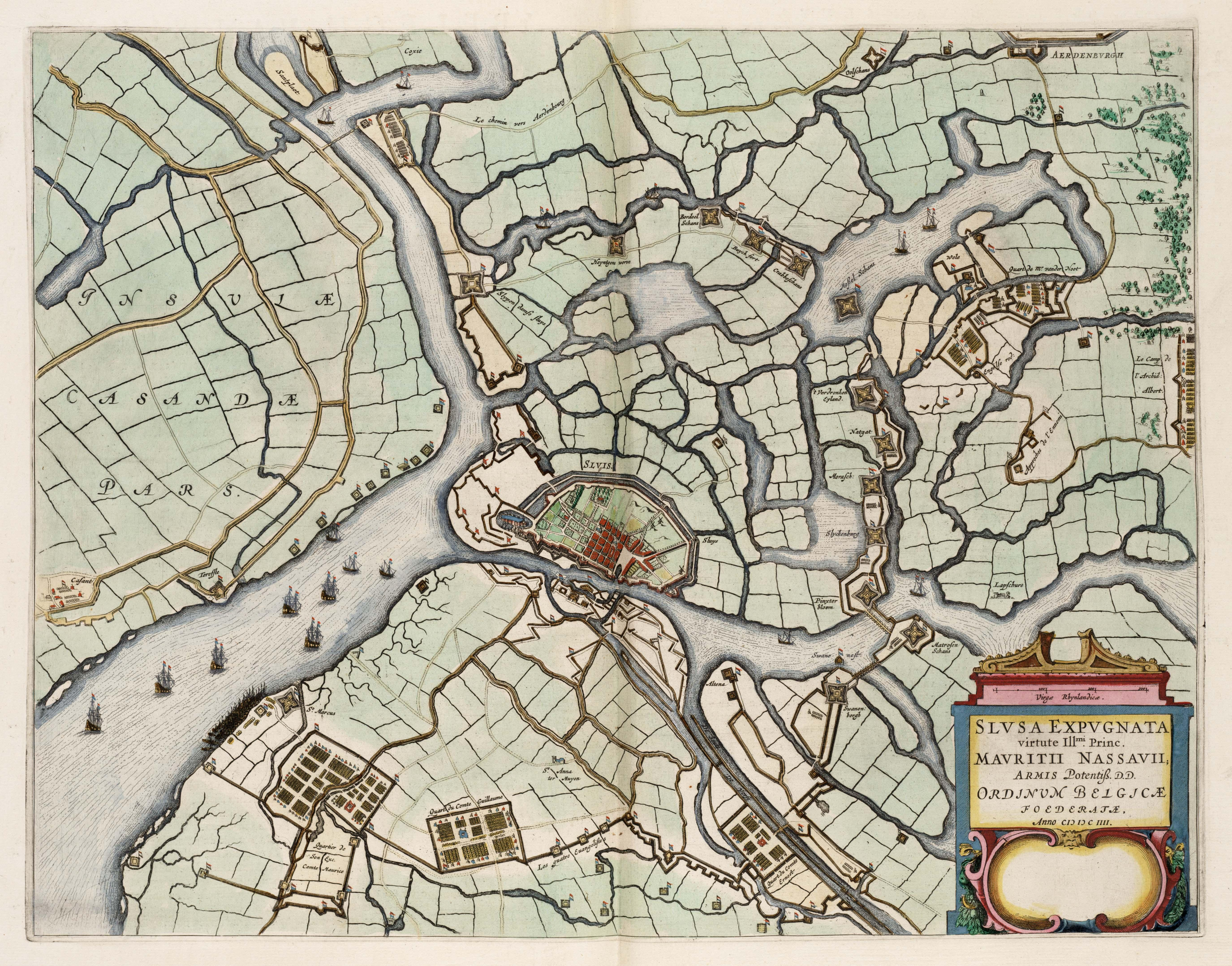
El ejército anglo-holandés en el asedio de La Esclusa, en una ilustración del Atlas de Van Loon

Mauricio controló loa arroyos a partir del 23 de mayo. El fuerte de St. Joris con sus trescientos hombre y nueve cañones había quedado aislado y se rindió poco después, lo que permitió a los anglo-holandeses emprender el sitio propiamente dicho. El coronel Van der Node, antiguo gobernador de Ostende, cruzó el Zwin aprovechando la marea baja al frente de treinta compañías, diez de ellas inglesas. Erigieron una fortaleza frente a la ciudad en un lugar que había escogido para ello Mauricio, y con ello dominaron los accesos a la ciudad desde Brujas y Damme y completaron el cerco.
El archiduque ordenó a Spínola que acudiese en socorro de la ciudad a finales de mayo, dando a esto prioridad sobre las operaciones de asedio de Ostende. Spínola obedeció de mala gana y despachó cuatro mil soldados con provisiones para la guarnición sitiada. Los sitiadores vencieron a este ejército y se apoderaron de los víveres en una serie de emboscadas que tendieron al convoy.
Al mismo tiempo los sitiadores protegieron las obras de acercamiento a la ciudad con una serie de trincheras y parapetos de tierra tanto de las salidas de la guarnición como de posibles ataques desde el exterior. Maurició acampó en el lado norte de la ciudad, mientras que Ernesto lo hizo allende el Zwin, Guillermo al este. El coronel Van der Node y Horace Vere ocuparon las tierras inundadas con una flotilla artillada de escaso calado.
Ingleses y holandeses decidieron dar prioridad a la conquista de La Esclusa respecto del socorro a Ostende a finales de junio. Esta estaba ya arruinada y había perdido utilidad para los holandeses. La Esclusa, casi intacta, debía sustituirla.

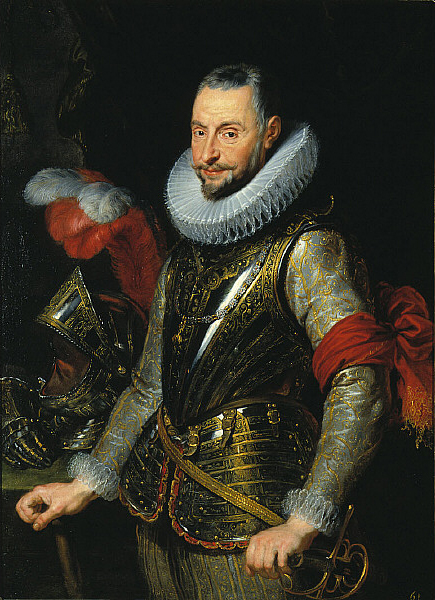
Ambrosio Spínola, el jefe militar español.

Spínola tomó el mando de un segundo intento de socorro de la plaza en julio, por insistencia del archiduque, que arguyó que la Monarquía Hispánica no podía permitirse perder otro puerto flamenco. Acampó entre Brujas y Damme el día 28; llevaba consigo veintiocho mil soldados y seiscientos carros cargados con víveres y munición. Dejó de lado Ardenburg y se encaminó a donde se encontraba acomapado Van der Node, con la intención de entrar en la ciudad por un camino que aún estaba libre. Mauricio adivinó el plan de Spínola y en dos días consiguió cortar la carretera con una trinchera. Colocó luego varios cañones en los campamentos de Van der Node y de Guillermo, que batieron continuamente al de Spínola. El ánimo de los sitiados había mejorado algo pese al hambre y las enfermedades que los aquejaba con la noticia de la cercanía del socorro.
Spínola atacó el campamento del conde Guillermo la noche de 6, en cuyas trincheras se libró un enconado combate. Finalmente los atacantes españoles hubieron de retirarse; cuando lo hacían fueron sorprendidos por una columna holandesa que los acometió por el flanco y les causó setecientas bajas. Spínola abandonó el auxilio de la plaza el día 18, tras dos meses de estériles intentos y retomó el sitio de Ostende.
La guarnición de La Esclusa se hallaba para entonces muy debilitada por el hambre y algunos de los soldados no podían ya ni tenerse en pie. El gobernador Serrano optó por capitular el 20 de agosto, cuando le llegó la noticia de la retirada del ejército de socorro de Spínola y Velasco. A la guarnición se le concedió el permiso de retirarse con honores y evacuó la ciudad con las banderas al viento y redoble de tambores. Sesenta soldados perecieron de agotamiento cuando dejaban la ciudad.

## Consecuencias
El estatúder tomó posesión de la plaza al día siguiente; hizo gobernador de ella a su hermano Federico Enrique. Con la ciudad los conquistadores se habían apoderado también de gran cantidad de armamento, como las diez galeras que los españoles no habían llegado a hundir y otros quince mercantes con casi todas sus cargas. A esto se sumó gran cantidad de munición, ochenta y cuatro cañones de bronce y veinticuatro de hierro. Holandeses e ingleses colocaron en la ciudad una guarnición  que más tarde reforzaron, para impedir un posible contraataque español. Finalmente el cerco había costado escasas bajas a los conquistadores, aunque muchos se hallaban enfermos y el conde Luis de Nassau falleció de fiebres pocos días después de rendirse la ciudad.

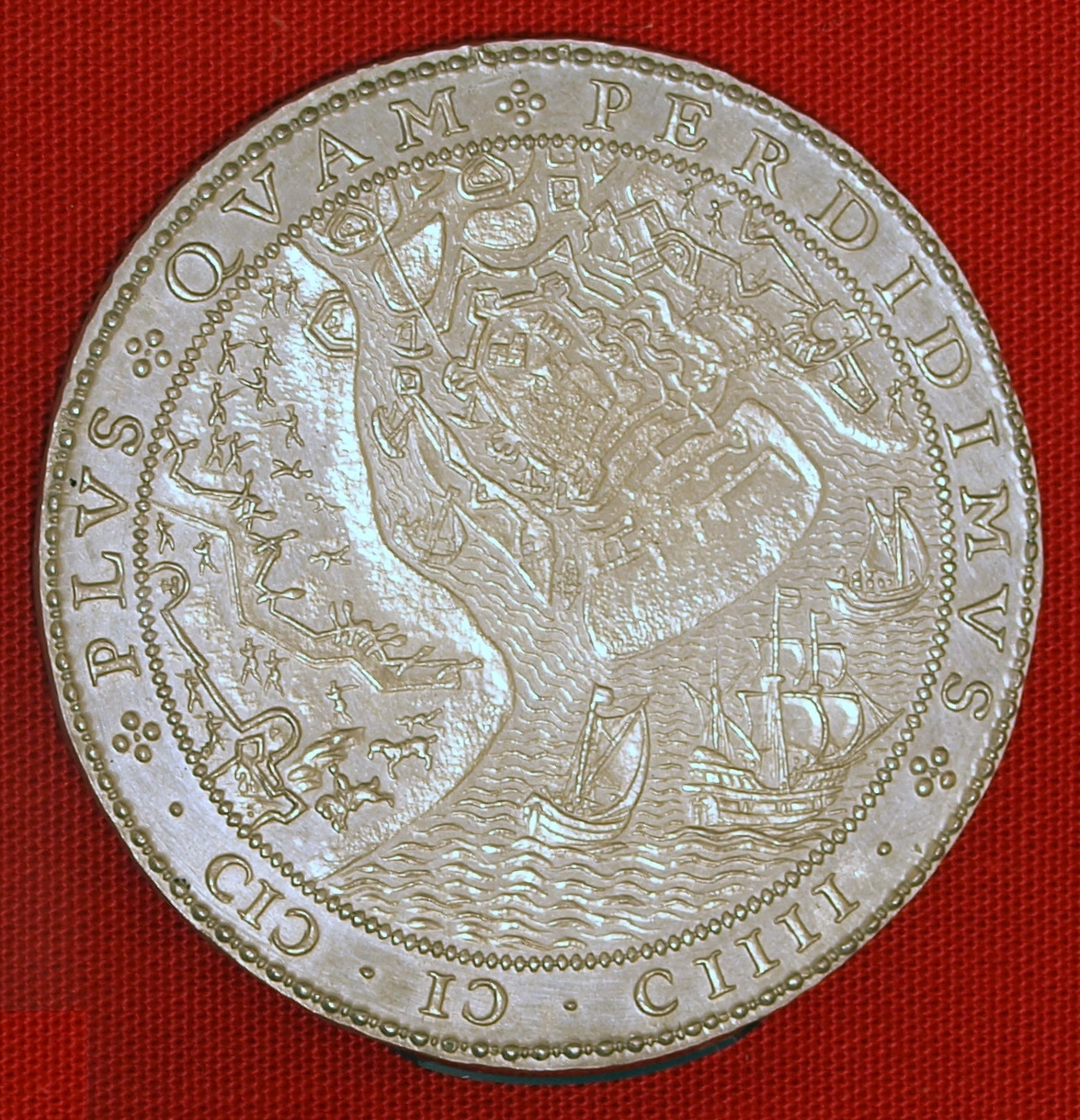
Moneda holandesa acuñada para celebrar la toma de La Esclusa en 1604

Por su parte, Daniel de Hartaing rindió Ostende el 22 de septiembre obedeciendo la orden de Mauricio, con el permiso de La Haya; para entonces la ciudad era un montón de ruinas. Los españoles entraron en ella tras tres años de asedio; permitieron a la guarnición retirarse con sus armas. Ambos bandos habían sufrido decenas de miles de bajas en la dilatada operación, que había destruido completamente la ciudad
La conquista española de Ostende, que debía servir para privar al enemigo del único puerto que contaba en la parte occidental el mar del Norte, quedó compensada por la toma de La Esclusa y Cadzand que había llevado a cabo Mauricio; la zona sirvió a partir de entonces de base de operaciones navales holandesas. La pérdida de La Esclusa también supuso para los españoles la de un buen puerto para sus galeras y de un punto muy a propósito para invadir las Provincias Unidas y desbaratar su comercio. Los holandeses crearon una línea fortificada al sur de La Esclusa, bloqueando el acceso por el Zwin; los españoles hicieron lo propio en su territorio. Los holandeses erigieron siete fuertes de traza italiana en torno a Damme para protegerlo de un posible ataque desde Brujas.
Los combates de la campaña de La Esclusa fueron los últimos de la guerra anglo-española; los soldados ingleses abandonaron oficialmente las operaciones en la región tras la caída de Ostende. Sin embargo, la redacción ambigua del Tratado de Londres permitió a las Provincias Unidas seguir reclutando soldados ingleses y escoceses para que sirviesen, eso sí, en calidad de voluntarios en sus filas.
Los españoles trataron de recobrar La Esclusa en 1606. Atacaron la plaza de noche y consiguieron penetrar en ella, pero los soldados ingleses, aún medio vestidos, consiguieron expulsarlos. La ciudad nunca fue reconquistada y permaneció en poder de los Países Bajos.